# Durna Kopa
Durna Kopa (słow. Pyšná kopa, niem Schwalbenkoppe, węg. Fecske-púp) – ostatnia od góry wybitna turnia w Durnej Grani w słowackiej części Tatr Wysokich. Na północy graniczy z Durnymi Rogami, od których oddziela ją Niżnia Durna Szczerba.
Turnia jest wyłączona z ruchu turystycznego. Zachodnie stoki Durnej Kopy opadają do Spiskiego Kotła, natomiast wschodnie do Klimkowego Żlebu – dwóch odgałęzień Doliny Małej Zimnej Wody i jej górnego piętra, Doliny Pięciu Stawów Spiskich. Drogi dla taterników prowadzą na wierzchołek granią od południa lub od północy oraz z Klimkowego Żlebu i Spiskiego Kotła. Od zachodu w ścianie Durnej Kopy wyróżnia się wybitny komin. Stoki wschodnie w górnych partiach są łagodne, niżej stają się bardziej strome.
Pierwsze wejścia na Durną Kopę miały miejsce przy okazji pierwszych przejść Durnej Grani.

## Przypisy

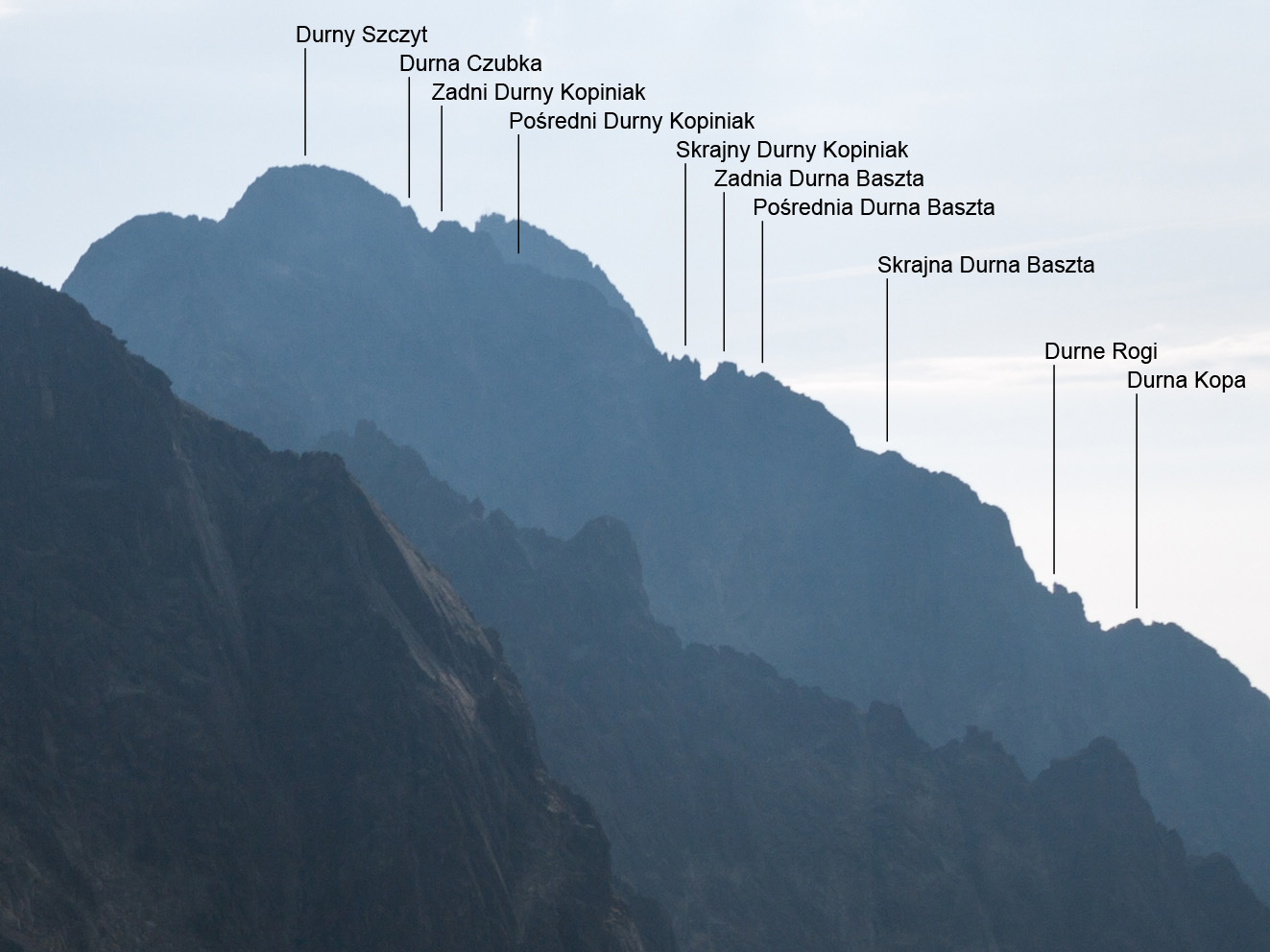
Widok na Durną Grań ze Śnieżnego Zwornika